# Харакава Рікі
Рікі Харакава (яп. 原川 力, нар. 18 серпня 1993, Ямаґуті) — японський футболіст, півзахисник клубу «Саган Тосу».
Виступав, зокрема, за клуб «Кіото Санга», а також олімпійську збірну Японії.

## Клубна кар'єра
У дорослому футболі дебютував 2012 року виступами за команду клубу «Кіото Санга», в якій провів один сезон, взявши участь лише у 10 матчах чемпіонату. 
Згодом з 2014 по 2016 рік грав у складі команд клубів «Ехіме» (на правах оренди), «Кіото Санга» та «Кавасакі Фронталє».
До складу клубу «Саган Тосу» приєднався 2017 року на правах оренди. Відтоді встиг відіграти за команду з Тосу 3 матчі в національному чемпіонаті.

## Виступи за збірні
З 2013 року залучався до складу молодіжної збірної Японії. На молодіжному рівні зіграв в 15 офіційних матчах.
2016 року захищав кольори олімпійської збірної Японії. У складі цієї команди провів 1 матч. У складі збірної — учасник футбольного турніру на Олімпійських іграх 2016 року у Ріо-де-Жанейро.

## Титули і досягнення
- Чемпіон Азії (U-23): 2016